# Бурнашев, Степан Данилович
Степан Данилович Бурнашев (8 [19] октября 1743, Архангельск — 31 марта [12 апреля] 1824) — генерал-майор, сенатор, писатель и картограф.

## Биография
Степан Данилович Бурнашев родился 8 октября 1743 года, происходил из древнего дворянского рода Курской губернии.
Получив домашнее образование, Бурнашев шестнадцати лет поступил в инженерный корпус, по окончании коего принимал участие в строительстве Ораниенбаумской крепости, затем командовал инженерной частью в Черниговской крепости и управлял комиссией по водным сообщениям, обучая притом учеников гидравлике и механике.
Когда началась 1-я русско-турецкая война, Бурнашев, по собственному желанию, перевёлся в действующую армию и в 1770 году получил чин секунд-майора. Командуя авангардом корпуса князя Щербатова, он с 2000 егерями и лёгкой конницей, за неприбытием военных лодок, переправился вплавь через Генический пролив на Арабатскую стрелку и, сражаясь три дня с неприятелем, прогнал его до стен Арабата, тут же изобрел средство сделать штурмовые лестницы из рогаток и взял крепость штурмом. Затем, при помощи лёгких войск, Бурнашев занял Керчь и Еникале. Кампания эта доставила ему чин премьер-майора и орден св. Георгия IV класса (№ 199 по кавалерскому списку Судравского и № 239 по списку Григоровича — Степанова). В особом рескрипте от 26 ноября 1774 года было сказано:
За мужественный подвиг, оказанный в 771 году при овладении Арабата и при занятии Карги и Еникале.
К 1773 году относится посещение Бурнашевым будущего города Севастополя, где он высоко оценил значение Ахтиярской бухты и заложил первые русские укрепления на её берегах.
В 1775 году Бурнашев был произведён в полковники и принял в командование старый Курский пехотный полк, бывший заражённым чумой. Бурнашев прекратил заразу, простояв зимой в лагере. По окончании войны он находился в Санкт-Петербурге при постройке публичных зданий, а в 1778 году, командуя Ширванским полком, был в походе на Крымском полуострове.
В 1783 году Бурнашев назначен был уполномоченным (комиссионером) при царе Карталинском и Кахетинском Ираклии II и Имеретинском Соломоне I, в каковой должности и оставался до 1787 года, когда, накануне 2-й русско-турецкой войны, к большому огорчению царя Ираклия и его подданных, был отозван в Россию вместе с находившимся под его командой русским вспомогательным войском, бывшим в Грузии на основании 2-го сепаратного артикула Грузинского договора 1783 года.
Дипломатическая деятельность Бурнашева в деле сближения Грузии с Россией мало-помалу подготовила присоединение Грузии к Российской империи. Отношения между Бурнашевым и грузинским двором были самые близкие, но они не мешали ему, как представителю российского государства, быть настойчивым в своих требованиях, например, он настоял, чтобы Ираклий прекратил все недоразумения, бывшие между ним и царем Соломоном и действовал единодушно. По смерти же Соломона Бурнашеву удалось восстановить спокойствие в Имеретии и уговорить Ираклия признать законным избрание на имеретинский престол Давида Георгиевича, хотя грузинский царь выставил кандидатуру внука своего Давида Арчиловича.
Вторая турецкая война вновь выдвинула Бурнашева как искусного военачальника. На войну он выступил, командуя Рязанским карабинерным полком и в 1789 году получил чин бригадира.
Особенно отличился Бурнашев при Фокшанах и Рымнике. В последнем сражении он командовал третьей линией боевого порядка, то есть конницей Суворовского отряда. Едва первая линия, атакуя турецкую позицию, перешла преграждавший к ней путь глубокий овраг и потеряла вследствие этого некоторую стройность, 7 тысяч турецкой кавалерии-спагов стремительно налетели на неё. Бурнашев бросился ей на помощь с шестью эскадронами и выдержал первый сильнейший натиск турок. Атакованный с фронта, тыла и флангов, он вынужден был начать отступление; когда же турки, преследуя его, наткнулись на одно из наших каре, Бурнашев повернул назад и врубился в ряды спагов. Эта атака остановила натиск турок, когда же Сойтари-паша начал отступление с позиции, Бурнашев был послан для преследования неприятеля. Он быстро понесся вперед, гнал и рубил и, покончив с одной частью турецкой армии, бежавшей за Тыргокукули, обратился на другую, бежавшую к лесу Каяга, отбив при этом большую часть обозов. Своими действиями в этот день Бурнашев, по словам современного ему историка, «всю цесарскую кавалерию привёл к удивлению».
За отличие в этих делах Бурнашев был пожалован чином генерал-майора и 30 марта 1790 года награждён орденом св. Георгия III класса (№ 73 по кавалерским спискам
Во уважение на усердную его службу и оказанные в прошлом 789 году отличные подвиги в сражениях при Фокшанах и Рымнике.
Затем Бурнашев принял участие в действиях против Бендер, командуя особым отрядом из нескольких пехотных полков.
В 1791 году Бурнашев был назначен правителем Курского наместничества, а, по упразднении в 1797 году наместничества, первым Курским гражданским губернатором. При утверждении приговоров о телесных наказаниях преступников, он не упускал случая уменьшить (частью наполовину) эти наказания, иногда совсем отменял плети и палки, заменяя их другими взысканиями, несмотря на то, что в делах службы он был строг и требователен.
В декабре 1798 года Бурнашев назначен к присутствованию в Правительствующий сенат. В 1800 году он, вместе с 12-ю сенаторами, уволен от службы; по вступлении на престол Александра I Бурнашеву было вновь повелено присутствовать в Сенате. В октябре того же года он вышел в отставку и получил, во внимание к его усердной службе, пенсию в размере получаемого им содержания.
Уединясь в имении своем, селе Спасском Фатежского уезда Курской губернии, он прожил в отставке более двадцати лет. Досуги свои посвятил он изложению мыслей и мнений по некоторым предметам государственного строя и управления. Труды эти остались неизданными. Будучи на Кавказе, он обратил внимание на географическое, статистическое и политическое состояние края, и плодом его наблюдений были изданные им сочинения. Картографические труды Бурнашева о Кавказе очень ценны и для XVIII столетия являются единственными подробными и тщательными по исполнению.
Скончался 31 марта 1824 года в Курске и был похоронен на Всехсвятском (Херсонском) кладбище. Могила не сохранилась.

### Семья
Жена — родственница писателя и героя начального этапа Кавказской войны майора А. С. Пишчевича.
Дети — три сына, семь дочерей
- Пётр — орловский вице-губернатор,
- Тимофей — деятель сельского хозяйства, табаковод-селекционер.

## Избранные труды
- Картина Грузии или Описание политическаго состояния царств Карталинскаго и Кахетинскаго / Сделанное пребывающем при его высочестве царе карталинском и кахетинском Ираклии Темуразовиче полковником и кавалером Бурнашевым в Тифлисе в 1786. — Курск: тип. Курскаго приказа общественнаго призрения, 1793. — 38 с.
  -  — Тифлис : К. Н. Бегичев, 1896. — 4+4+24 с.
- Описание областей Адребижанских в Персии и их политическаго состояния / Сделанное пребывающим при его высочестве царе карталинском и кахетинском Ираклии Темуразовиче полковником и кавалером Бурнашевым в Тифлисе в 1786. — Курск : Тип. Курскаго приказа общественнаго призрения, 1793. — 27+1 с.
- Описание горских народов. — Курск : в тип. Курского приказа общественного призрения, 1794. — 20 с.

## Награды
- Орден Святого Георгия 4-й степени (1774)
- Орден Святого Георгия 3-й степени (1790)
- Орден Святого Владимира 2-й степени[10]
- Орден Святой Анны 1-й степени (1798)[10]

## Память
Имя С. Д. Бурнашева (Бурнашёвка) ранее носила площадь им. Добролюбова в Курске.